# Кубок Чехії з футболу 2013—2014
Кубок Чехії з футболу 2013–2014 — 21-й розіграш кубкового футбольного турніру в Чехії. Титул вшосте здобув клуб Спарта .

## Календар
| Раунд            | Дата                                                         | Матчі | Клуби     |
| ---------------- | ------------------------------------------------------------ | ----- | --------- |
| Попередній раунд | 13-14 липня 2013                                             | 30    | 133 → 104 |
| Перший раунд     | 19-21 липня 2013                                             | 44    | 104 → 60  |
| Другий раунд     | 20 серпня - 4 вересня 2013                                   | 28    | 60 → 32   |
| Третій раунд     | 18 вересня - 12 жовтня 2013                                  | 16    | 32 → 16   |
| 1/8 фіналу       | 4 жовтня, 16 листопада 2013/ 29 жовтня 2013, 26 березня 2014 | 16    | 16 → 8    |
| 1/4 фіналу       | 26-27 березня, 1 квітня/ 2-9 квітня 2014                     | 8     | 8 → 4     |
| 1/2 фіналу       | 16-17 квітня/ 30 квітня-1 травня 2014                        | 4     | 4 → 2     |
| Фінал            | 17 травня 2014                                               | 1     | 2 → 1     |

## Третій раунд
| Команда 1                      | Рахунок         | Команда 2                  |
| ------------------------------ | --------------- | -------------------------- |
| 18 вересня 2013                |                 |                            |
| Оломоуц (3)                    | 1:2             | Славія                     |
| 24 вересня 2013                |                 |                            |
| Фастав (Злін) (2)              | 0:1             | Спарта                     |
| 25 вересня 2013                |                 |                            |
| Їскра (Домажліце) (3)          | 3:1             | Карвіна (2)                |
| Хрудім (3)                     | 0:2             | Сігма (Оломоуц)            |
| Варнсдорф (2)                  | 2:2 дч пен. 3:5 | Сельє і Белло (Влашим) (2) |
| Роудніце (3)                   | 0:4             | Збройовка                  |
| Вікторія Жижков (2)            | 2:2 дч пен. 5:4 | Слован (Ліберець)          |
| Градець-Кралове (2)            | 0:1             | Бауміт                     |
| Усті-над-Лабем (2)             | 2:0             | Банік (Острава)            |
| Глучин (3)                     | 1:5             | Млада Болеслав             |
| Пардубице (2)                  | 1:2             | Словацко                   |
| Фотбал (Тршінец) (2)           | 1:1 дч пен. 5:6 | Дукла                      |
| Пржевишув (3)                  | 1:4             | Зноймо                     |
| 2 жовтня 2013                  |                 |                            |
| Карлові Вари (3)               | 0:1             | Височина (Їглава)          |
| Динамо (Чеське Будейовіце) (2) | 0:0 дч пен. 2:4 | Пршибрам                   |
| 12 жовтня 2013                 |                 |                            |
| Кладно (4)                     | 1:3             | Вікторія (Пльзень)         |

## 1/8 фіналу
| Команда 1                         | Заг. | Команда 2          | 1-й матч | 2-й матч |
| --------------------------------- | ---- | ------------------ | -------- | -------- |
| 4/11 жовтня 2013                  |      |                    |          |          |
| Млада Болеслав                    | 3:0  | Словацко           | 1:0      | 2:0      |
| 5/29 жовтня 2013                  |      |                    |          |          |
| Бауміт                            | 3:0  | Усті-над-Лабем (2) | 1:0      | 2:0      |
| Дукла                             | 6:1  | Пршибрам           | 4:0      | 2:1      |
| Варнсдорф (2)                     | 0:1  | Славія             | 0:0      | 0:1      |
| 5/30 жовтня 2013                  |      |                    |          |          |
| Вікторія Жижков (2)               | 1:4  | Збройовка          | 1:0      | 0:4      |
| Сігма (Оломоуц)                   | 0:4  | Височина (Їглава)  | 0:4      | 0:0      |
| 5 жовтня/5 листопада 2013         |      |                    |          |          |
| Зноймо                            | 3:5  | Спарта             | 2:3      | 1:2      |
| 16 листопада 2013/26 березня 2014 |      |                    |          |          |
| Їскра (Домажліце) (3)             | 0:7  | Вікторія (Пльзень) | 0:3      | 0:4      |

## 1/4 фіналу
| Команда 1                | Заг.         | Команда 2         | 1-й матч | 2-й матч |
| ------------------------ | ------------ | ----------------- | -------- | -------- |
| 26 березня/2 квітня 2014 |              |                   |          |          |
| Дукла                    | 2:3          | Спарта            | 2:1      | 0:2      |
| 26 березня/3 квітня 2014 |              |                   |          |          |
| Славія                   | 1:1 пен. 4:5 | Збройовка         | 0:1      | 1:0 дч   |
| 27 березня/3 квітня 2014 |              |                   |          |          |
| Бауміт                   | 2:1          | Млада Болеслав    | 2:0      | 0:1      |
| 1/9 квітня 2014          |              |                   |          |          |
| Вікторія (Пльзень)       | 3:3 (ч)      | Височина (Їглава) | 1:0      | 2:3      |

## 1/2 фіналу
| Команда 1               | Заг. | Команда 2 | 1-й матч | 2-й матч |
| ----------------------- | ---- | --------- | -------- | -------- |
| 16/30 квітня 2014       |      |           |          |          |
| Бауміт                  | 3:5  | Спарта    | 3:1      | 0:4      |
| 17 квітня/1 травня 2014 |      |           |          |          |
| Вікторія (Пльзень)      | 2:0  | Збройовка | 2:0      | 0:0      |

## Фінал
| 17 травня 2014 19:45 (EEST) |

| Вікторія (Пльзень) | 1:1 дч   | Спарта                |
| ------------------ | -------- | --------------------- |
| Ржезник 74'        | Протокол | Гушбауер 90+5' (пен.) |

| Еден Арена, Прага Глядачів: 11 752 Арбітр: Мирослав Зелінка |

| |     | Пенальті                                                                                         |  |
| Прохазка · Горжава · Вагнер · Горват · Коларж · Лімберський · Ржезник · Губник · Гейда · Мілан Петржела | 7:8 | Ваха · Швейдик · Гушбауер · Беднарж · Лафата · Голек · Крейчий · Маречек · Пршикрил · Кадержабек |  |